# John W. Rudnicki
John Walter Rudnicki (* 12. August 1951 in Huntington, West Virginia)  ist ein US-amerikanischer Ingenieurwissenschaftler.
John W. Rudnicki studierte ab 1969 an der Brown University Mechanik mit dem Bachelor-Abschluss 1973, dem Master-Abschluss 1974 und der Promotion in Festkörpermechanik bei James R. Rice 1977. Als Post-Doktorand forschte und lehrte er in Geophysik am Caltech. Von 1978 bis 1981 war er Assistant Professor an der University of Illinois at Urbana-Champaign und ab 1981 Associate Professor an der Northwestern University, an der er 1990 eine volle Professur für Mechanik, Umwelt- und Bauingenieurwesen erhielt.
Er befasste sich insbesondere mit der Mechanik von Geomaterialien, speziell lokalen Deformationen wie dem Einfluss von lokaler Erhitzung durch bei der Deformation erzeugter Reibung und Porenwasser bei Verwerfungen. Anwendungen, die er untersuchte, sind z. B. die Kohlendioxidspeicherung in Gestein, Speicherung von Energie und deren Rückgewinnung, Lagerung toxischer Abfälle und Erdbeben. 2005 bis 2010 gehörte er zu den Beratern des Southern California Earthquake Center. Von 1997 bis 2010 war er Mitglied (und von 2008 bis 2010 Vorsitzender) des Gremiums Geowissenschaft im Department of Energy.
2006 erhielt er die Maurice A. Biot Medal (für seine fundamentalen Beiträge zur Theorie poröser Medien und Anwendung in Felsmechanik und Geophysik) und 2011 die Daniel C. Drucker Medal. 1977 erhielt er einen Preis für herausragende Forschung in Felsmechanik um nationalen US-Komitee für Felsmechanik. Er ist Fellow der American Society of Mechanical Engineers.